# Straßenradsport-Weltmeisterschaften 1980
Die Straßenradsport-Weltmeisterschaften 1980 fanden am 30. und 31. August im französischen Sallanches statt.
Da 1980 in Moskau die Olympischen Spiele stattfanden, wurden bei den Weltmeisterschaften in Frankreich nur die nicht-olympischen Wettbewerbe ausgetragen, das Rennen der Frauen und das der Profis. Diese Rennen wurden auf einem 13,4 Kilometer langen Rundkurs ausgetragen, den die Frauen viermal und die Berufsfahrer 20-mal absolvieren mussten. Die höchste Erhebung war die 796 Meter hohe Côte de Domancy mit einer maximalen Steigung von 16,7 Prozent.
Bei den Profis waren 107 Teilnehmer aus 18 Nationen am Start, unter ihnen sechs deutsche Fahrer. Nur 15 Rennfahrer, unter ihnen kein Deutscher, bewältigten den schweren 268 Kilometer langen Kurs, die beiden Letzten mit 20 Minuten Rückstand auf den Ersten. Als möglicher deutscher Titelaspirant galt Gregor Braun, der aber schon in der vierten Runde aufgab. Weltmeister wurde der Franzose Bernard Hinault.
Bei den Frauen waren 72 Fahrerinnen aus 14 Nationen am Start, darunter eine sechsköpfige Mannschaft aus China, die erstmals bei einer Rad-WM vertreten war. Die Mannschaft des Bundes Deutscher Radfahrer rechnete sich im Vorfeld gute Chancen für die 22-jährige Beate Habetz aus; sie wurde aber lediglich 26. mit einem Rückstand von über sieben Minuten auf die neue Weltmeisterin, die US-Amerikanerin Beth Heiden. 61 Fahrerinnen erreichten das Ziel. Es hatte sich zuletzt eine führende Vierergruppe herausgebildet, aus der sich im Zielsprint die Platzvergabe ergab. Für Heiden, der nach Ansicht des Radsport „der Kurs wie auf den schlanken Leib geschrieben schien“, war der WM-Sieg „mehr als ein Trostpreis“, hatte sie doch als Eisschnellläuferin bei den Olympischen Winterspielen 1980 Gold verpasst.

## Ergebnisse

### Frauen
Straßeneinzelrennen über 53,6 km 
| Platz | Athlet         | Land | Zeit                    |
| ----- | -------------- | ---- | ----------------------- |
| 1     | Beth Heiden    | USA  | 1:45:15 h (30,555 km/h) |
| 2     | Tuulikki Jahre | SWE  | gleiche Zeit            |
| 3     | Mandy Jones    | GBR  | gleiche Zeit            |

### Männer – Profis
Straßeneinzelrennen über 268 km
| Platz | Athlet                   | Land | Zeit                    |
| ----- | ------------------------ | ---- | ----------------------- |
| 1     | Bernard Hinault          | FRA  | 7:32:16 h (35,554 km/h) |
| 2     | Gianbattista Baronchelli | ITA  | + 1' 01"                |
| 3     | Juan Fernández Martín    | ESP  | + 4' 25"                |